# Viervleklieveheersbeestje
Het viervleklieveheersbeestje (Exochomus quadripustulatus) is een kever uit de familie lieveheersbeestjes (Coccinellidae). De wetenschappelijke naam van de soort werd in 1758 als Coccinella quadripustulatus gepubliceerd door Carl Linnaeus.

## Kenmerken

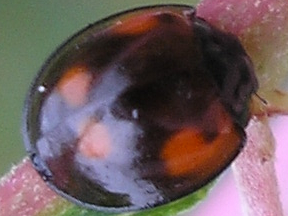
Schild met platte rand

De lengte is ongeveer 4 tot 6 millimeter, de kleur is vrij variabel; meestal geheel zwart met op de voorzijde van het schild aan iedere kant een grotere rode komma-vormige vlek, aan de achterzijde een kleinere ronde vlek. De kleur van de vlekken kan echter ook oranje tot geel zijn, en ook geheel gele of gemarmerde bruine exemplaren komen voor. De soort wordt vaak verward met de zwarte variant van het tweestippelig lieveheersbeestje (Adalia bipunctata). Het viervleklieveheersbeestje is te onderscheiden door een boller schild waarvan de randen enigszins afgeplat zijn en naar buiten staan net als bij een legerhelm. Ook ontbreken de witte vlekken vooraan de kop, die de tweestip meestal wel heeft.

## Levenswijze
Het viervleklieveheersbeestje leeft van zowel bladluizen als schildluizen. Ook leeft deze soort voornamelijk op naaldbomen, en is in gebieden met alleen loofbomen niet algemeen. Ook de larve is vooral op naaldbomen te vinden en heeft hetzelfde menu als de volwassen kever. Omdat veel naaldbomen in Nederland op zandgrond groeien, wordt deze soort dan ook vooral in zandstreken gevonden.
In Nederland wordt de kever commercieel verhandeld voor de bestrijding van onder andere wollige dopluis (Pulvinaria) omdat zowel de larve als het volwassen lieveheersbeestje deze eten en het wijfje haar eieren in de eimassa van de wollige dopluis legt.